# Knöppel
Knöppel ist eine Punkband aus dem Kanton St. Gallen. Gegründet wurde sie 2016 von Daniel «Midi» Mittag. Dieser tritt unter dem Namen Jack Stoiker auch als Solokünstler auf. Besonders in der Ostschweiz geniesst die Band Kultstatus.
Der Song Prada der Band wurde 2019 vom SRF 3 Publikum zum besten Schweizer Rocksong aller Zeiten gewählt.

## Musik
Die Musik zeichnet sich durch eine sehr vulgäre Sprache mit vielen Genital- und Fäkalausdrücken aus. Die Band selbst bezeichnet ihren Stil als «vorpubertär». Auf dem Album Hey Wichsers kommt in jedem Song mindestens einmal das Wort Wichser vor.

## Diskografie

### Alben
- Hey Wichsers (2016)
- Faszination Glied (2019)
- Sex Jazz Scheiße (2023)

### Singles
- Glied (2019)
- Hass Hass Hass (2019)
- Achtsamkeit und Harmonie (2023)

## Film
2020 wurde von Joachim Schönenberger ein Kurzfilm mit dem Titel Dokfilm Ehr Wichser über die Band veröffentlicht. Darin sprechen die Bandmitglieder offen über ihre Musik und das Älterwerden.